# Giro delle Alpi Apuane 1958
Il Giro delle Alpi Apuane 1958, quindicesima edizione della corsa, si svolse nel giugno 1958, con partenza e arrivo a Marina di Massa, in Italia. La vittoria fu appannaggio dell'italiano Luigi Zaimbro, che precedette i connazionali Augusto Giorgio e Antonio Toniolo. 

## Ordine d'arrivo (Top 3)
| Pos. | Corridore       | Squadra | Tempo |
| ---- | --------------- | ------- | ----- |
| 1    | Luigi Zaimbro   | -       | ?     |
| 2    | Augusto Giorgio | -       | ?     |
| 3    | Antonio Toniolo | -       | ?     |